# Ejido
Der Ejido ([ɛxˈiðo], span., aus lat. exitum) ist eine Besitzform, die gekennzeichnet ist durch gemeinsamen Grundbesitz und individuelle Nutzung. Um 1492, gegen Abschluss der Reconquista ließen Isabella und Ferdinand weitere Teile der Iberischen Halbinsel besetzen. Die Bezeichnung der Stadt El Ejido in Andalusien weist darauf hin, dass der Begriff für diese Form des Lehens in Spanien entstanden ist. In Spanien bildeten die ausgedehnten Gebiete, welche die spanische Krone damals als Lehen vergab, die Ursprünge der Latifundien im heutigen Andalusien und der Extremadura.
In den spanischen Kolonien in Lateinamerika wurden durch die juristische Form des Ejido die Rechts- und Schuldverhältnisse zwischen spanischer Krone, Corregidor (Statthalter) und Indigenas (indigener Bevölkerung) geregelt. Im frühen 20. Jahrhundert galt der Ejido fälschlicherweise als die traditionelle indianische Form des Grundbesitzes vor allem in Mexiko. In der Mexikanischen Verfassung von 1857 war an seine Stelle der private Großgrundbesitz getreten, die Mexikanische Revolution hatte seine Wiedereinführung gefordert und die Verfassung von 1917 diese versprochen. Verwirklicht wurde sie erst 1934 durch die Bodenreform während der Präsidentschaft von Lázaro Cárdenas. 1960 waren in Mexiko 24 % des bebauten Landes Ejidos.
Als Ergebnis der Verhandlungen über das Nordamerikanische Freihandelsabkommen (NAFTA) wurde unter dem Präsidenten Carlos Salinas de Gortari 1991 das Recht der Bauern auf ein Ejido aus der Verfassung (Artikel 27) gestrichen, wobei dies mit der „geringen Produktivität“ des Landes in kommunalem Besitz begründet wurde. Die Ejido-Landstücke wurden zu Privatbesitz ihrer letzten Besitzer, die auch zum Verkauf berechtigt sind.